# Isztaran
Isztaran – w mitologii mezopotamskiej bóg lokalny Der, miasta na granicy między Mezopotamią a Elamem, na wschód od rzeki Tygrys. Jego małżonka znana była jako „Królowa Der” (akad. Šarrat-Deri), zaś jego wezyrem był bóg-wąż Nirah. Już w okresie wczesnodynastycznym słyszymy o Isztaranie jako o bogu, który ma rozstrzygnąć spór graniczny między miastami-państwami Lagasz i Umma. Być może wezwano go na arbitra dlatego, że w okolicy znajdowała się jego świątynia, ale możliwe, że uważano go za szczególnie kompetentnego ze względu na lokalizację jego miasta Der. Gudea, władca Lagasz, w swych inskrypcjach wspomina o zbudowaniu kaplicy dla Isztarana w wielkiej świątyni boga Ningirsu w mieście Girsu i mówi o nim jako o bóstwie związanym ze sprawiedliwością. Zwierzęciem boga Isztarana i jego symbolem na kudurrach jest wąż, reprezentujący najprawdopodobniej boga Niraha.